# Nguyễn Phúc Nhàn An
Nguyễn Phúc Nhàn An (chữ Hán: 阮福嫻安; 2 tháng 8 năm 1832 – 6 tháng 4 năm 1854), phong hiệu Phương Hương Công chúa (芳香公主), là một công chúa con vua Minh Mạng nhà Nguyễn trong lịch sử Việt Nam.

## Tiểu sử
Hoàng nữ Nhàn An sinh ngày 7 tháng 7 (âm lịch) năm Nhâm Thìn (1832), là con gái thứ 41 của vua Minh Mạng, mẹ là Tứ giai Huệ tần Trần Thị Huân. Công chúa là con thứ bảy của bà Huệ tần.
Năm Tự Đức thứ 4 (1851), công chúa Nhàn An lấy chồng là Phò mã Đô úy Hoàng Văn Ban, người Bình Long, Gia Định, là con trai của Thự Tổng đốc Hoàng Văn Ẩn. Công chúa và phò mã có với nhau hai con gái.
Năm Tự Đức thứ 7 (1854), Giáp Dần, ngày 9 tháng 3 (âm lịch), công chúa Nhàn An mất, hưởng dương 23 tuổi, được truy tặng làm Phương Hương Công chúa (芳香公主), thụy là Tuệ Hòa (慧和). Mộ của công chúa được táng tại An Cựu (thuộc Hương Thủy, Thừa Thiên - Huế). Ban đầu, bà được thờ ở hậu từ đền Triển Thân, năm Hàm Nghi thứ nhất (1885) được hợp thờ ở đền Thân Huân.